# Chiarella
Genre
Chiarella est un genre d'hydrozoaires de la famille des Bougainvilliidae.

## Systématique
Le genre Chiarella a été créé en 1897 par le biologiste allemand Otto Philipp Maas (d) (1867-1916) avec comme espèce type Chiarella centripetalis,.

## Liste d'espèces
Selon World Register of Marine Species (9 juillet 2021), une seule espèce est rattachée à ce genre :
- Chiarella centripetalis Maas, 1897

Selon BioLib (9 juillet 2021), l'espèce suivante doit l'être également :
- Chiarella jaschnowi (Naumov, 1956)

Pour le WoRMS cette espèce fait partie du genre Koellikerina sous le taxon Koellikerina jaschnowi (Naumov, 1956).

## Publication originale
- (de) von Otto Maas, « Die medusen », Memoirs of the Museum of Comparative Zoology, Cambridge, Musée de Zoologie comparée, vol. 23, no 1,‎ septembre 1897, p. 1-94 (ISSN 1067-8611, OCLC 30489714, DOI 10.5962/BHL.TITLE.39397, lire en ligne).